# Saint-Privat-du-Dragon
Saint-Privat-du-Dragon is een gemeente in het Franse departement Haute-Loire (regio Auvergne-Rhône-Alpes) en telt 176 inwoners (2005). De plaats maakt deel uit van het arrondissement Brioude.

## Geografie
De oppervlakte van Saint-Privat-du-Dragon bedraagt 21,3 km², de bevolkingsdichtheid is 8,3 inwoners per km².
De onderstaande kaart toont de ligging van Saint-Privat-du-Dragon met de belangrijkste infrastructuur en aangrenzende gemeenten.

## Demografie
Onderstaande figuur toont het verloop van het inwonertal (bron: INSEE-tellingen).